# Театр Малібран
Театр Малібра́н (італ. Teatro Malibran) — оперний театр у Венеції, який існував у різні періоди під різними назвами. Був урочисто відкритий 1678 року під назвою «Сан-Джованні Ґрізостомо» прем'єрою опери «Vespasiano» композитора Карло Паллавічіно. Театр «Сан-Джованні Ґрізостомо» відразу набув слави, як найгарніший і найбагатший театр Венеції, пишне оздоблення якого можна було справедливо зрівняти з пишнотою Стародавнього Риму, а його оперна репутація на переломі XVII—XVIII століть завдяки величі вистав зросла до загальноєвропейського високого виміру.
Театр складався з п'яти рівнів по тридцять лож і великої площі партеру. Проте, його успіх як оперного театру був недовгим, і з 1751 по 1800 роки опери тут ставилася рідко. Перейшовши до муніципалітету 1797 року, він став театром Civico. Відновлений 1819 року співтовариством приватних власників, відкрився оперою La gazza ladra Джоаккіно Россіні. Але погіршення статусу тривало, партнерство розпалося. Партнер, який залишився власником, Джованні Галло, провів додаткову реконструкцію театру й, надавши йому нову назву — театр Emeronitto (Театр Дня і Ночі), урочисто відкрив його в грудні 1834 року оперою Гаетано Доніцетті L 'elisir d'amore.
Коли 8 квітня 1835 року одна з найвідоміших співачок XIX століття меццо-сопрано Марія Малібран виступила в театрі в опері «La sonnambula» Вінченцо Белліні, вона була настільки приголомшена жалюгідним станом театру, що відмовилася від свого гонорару, передавши його на потреби відновлення театру. З цього часу театр на її честь отримав назву «Театр Малібран», під якою відомий і досі.

## Функціонування театру «Сан Джованні Ґрізостомо»

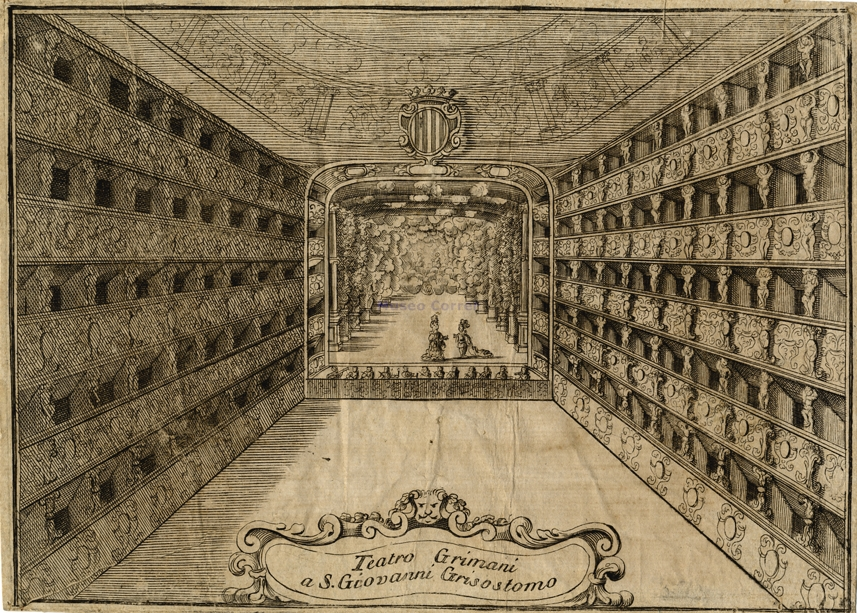
Інтер'єр театру «Сан Джованні Ґрізостомо» під час вистави 1709 року, гравюра Вінченцо Марія Коронеллі

1678 року кардинал, дипломат і лібретист Вінченцо Грімані разом зі своїм старшим братом Джованні Карло заснував у Венеції новий театр «Сан-Джованні Ґрізостомо». До речі, решта членів їх родини Грімані володіла кількома іншими венеційськими оперними театрами. Театр на замовлення братів був побудований Томмазо Беззі на місці резиденції відомого мандрівника Марко Поло, знищеної після сильної пожежі 1597 року, й урочисто відкритий музичною драмою «Vespasiano» Карло Паллавічіно під час Венеційського карнавалу 1678 року. З цього моменту театр став головною, найрозкішнішою, венеційською сценою. Тут були поставлені успішні опери та виступали співаки високого рівня, такі як, зокрема, примадонна-сопрано Маргерита Дурастанті. Протягом його золотого періоду з театром співпрацювали відомі композитори, такі як Карло Франческо Поллароло, Алессандро Скарлатті та Георг Гендель.
З 1730-х років «Сан-Джованні Ґрізостомо» почав повільний і невблаганний занепад, хоча йому вдалося зберігати своє місце на чолі венеціанських театрів до середини вісімнадцятого століття. 1737 року, коли керівником театру став Карло Гольдоні, в театрі почали ставитися прозові твори, зокрема комедії Гольдоні. Згодом, через його значні розміри, театр став збитковим і 1755 року родина Грімані вирішила відкрити менший театр «Сан-Бенедетто». Так завершився період домінування «Сан-Джованні Ґрізостомо» у Венеції. Після падіння Венеційської республіки та під час французької окупації театр залишався одним із небагатьох, які не закрили.

## Функціонування Театру Малібран

Фасад Театру Мілібран

Джованні Галло провів додаткову реставрацію театру й 1837 року перейменував театр на честь відомої меццо-сопрано Марії Малібран в Театр Мілібран. 1849 року захоплення Венеції Австро-Угорською імперією спровокувало на знак протесту закриття всіх головних театрів Венеції, за винятком Малібрану. 1886 року родина Галло виставила театр на аукціон, пізніше він був радикально переобладнаний у єгипетському стилі. Після єдиного оперного сезону 1913 року він був закритий на шість років через проблеми з безпекою. Відкрився 1919 року оперою «Отелло» Джузеппе Верді. Більшу частину наступного репертуару складали популярні італійські опери, оперети і, навіть, демонструвалися фільми першої половини ХХ століття.
Коли 1992 року муніципалітет Венеції придбав Театр Мілібран, наступив новий етап його реконструкції, особливо після пожежі 1996 року, яка знищила театр ла-Феніче (відновлений 2003 року). Тепер театр став ще більше потрібним місту. Було ухвалено рішення під час реставрації зберігати оригінальну архітектурну структуру, не змінювати радикально інсталяції. Було відреставровано внутрішнє оздоблення Малібран, чудову завісу Джузеппе Керубіні, розширено оркестрову яму та створено величезний підземний басейн для збору води від випадкових повеней у Венеції, які могли залити водою весь театр.
Після десяти років реставраційних робіт Театр Мілібран був відкритий 23 травня 2001 року президентом Італії Карло Адзеліо Чампі з гала-концертом, який включав уривки з опер Верді (до сторіччя від дня смерті), Белліні (до сторіччя від дня народження), а також твори Вагнера. Театр, який вміщує 900 глядачів, знову є активною частиною життя міста й одним з найважливіших історичних культурних закладів Венеції.